# NGC 7047
NGC 7047 é uma galáxia espiral barrada (SBb) localizada na direcção da constelação de Aquarius. Possui uma declinação de -00° 49' 35" e uma ascensão recta de 21 horas, 16 minutos e 27,4 segundos.
A galáxia NGC 7047 foi descoberta em 20 de Agosto de 1873 por Édouard Jean-Marie Stephan.